# 中国城市发展报告
《中国城市发展报告》为中国大陆市长协会组织，著名专家编写。
2002年首次推出之后，每年相继推出一版。主要内容为中国产业化、城市发展现状、城镇化与城市化、城市规划、主要经济中心（城市群体）的详细介绍，并从理论高度提出发展建议；到2004年，共推出三版。
第一版即《（2001-2002）中国城市发展报告》于2002年12月19日正式发行，由清华大学建筑学院教授／两院（中科院和工程院）院士吴良镛、中国科学院科学家牛文元等近百名境内外一流专家共同完成。